# Jozef Panák
Jozef Panák (* 18. ledna 1945) je bývalý československý hokejový obránce.

## Hokejová kariéra
V československé lize hrál za Slovan Bratislava a TJ Gottwaldov. Odehrál 2 ligové sezóny.

## Klubové statistiky
| Sezona    | Klub              | Soutěž  | Základní část | Základní část | Základní část | Základní část | Základní část |
| Sezona    | Klub              | Soutěž  | Z             | G             | A             | B             | TM            |
| --------- | ----------------- | ------- | ------------- | ------------- | ------------- | ------------- | ------------- |
| 1970/1971 | Slovan Bratislava | 1. liga | -             | -             | -             | -             | -             |
| 1971/1972 | TJ Gottwaldov     | 1. liga | 29            | 1             | 2             | 3             | -             |